# Campioni italiani assoluti di atletica leggera - Salto misto femminile
Questa pagina raccoglie un elenco di tutte le campionesse italiane dell'atletica leggera nel salto misto, specialità che entrò nel programma dei campionati solo nell'edizione del 1926. Consisteva in un salto in lunghezza con superamento di una barriera alta 50 cm.

## Albo d'oro
| Anno | Atleta (società) | Prestazione |
| ---- | ---------------- | ----------- |
| 1926 | Andreina Sacco ? | 3,70 m      |